# ノイエス・ドイチュラント

ノイエス・ドイチュラント（ドイツ語: Neues Deutschland、新しいドイツ）は、ドイツの日刊紙である。元々、ドイツ民主共和国（東ドイツ）の支配政党であったドイツ社会主義統一党(SED)の機関紙として創刊され、論調も当然ながら社会主義統一党の見解に沿ったものであった。ドイツ再統一後も存続しており、社会主義統一党の後継である左翼党 (ドイツ)を支持している。

## ドイツ民主共和国時代
ノイエス・ドイチュラントは1946年4月23日、ドイツ共産党とドイツ社会民主党の合併に合わせて、それぞれの機関紙であった「ドイツ人民新聞」と「ダス・フォルク」を統合する形で発刊した。初代編集長はカール・マーロンで、1950年まで勤めた。ノイエス・ドイチュラントは社会主義統一党にとって重要な宣伝媒体となっており、政府や党の動向に重点を置いていた。ドイツ再統合前は約100万部の発行があった。

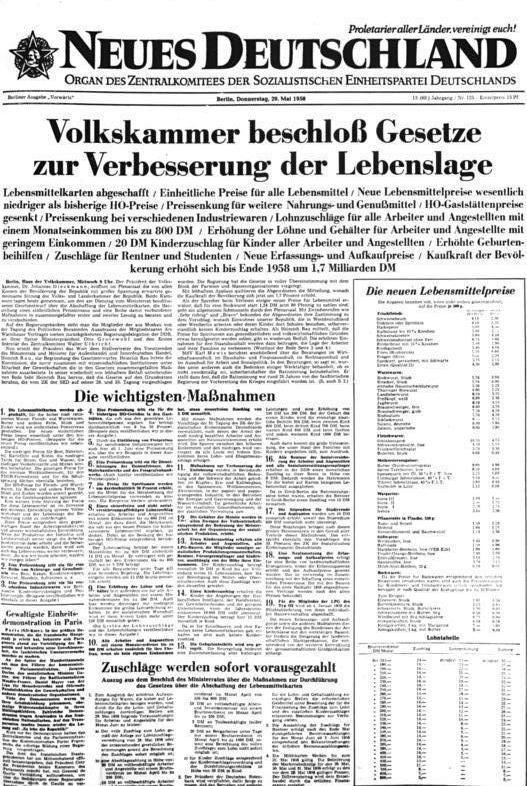
1978年の紙面。右上に「万国のプロレタリアートよ、団結せよ!(Proletarier aller Länder vereinigt Euch!」と書かれている。一面記事では、人民議会が決議した生活向上のための諸法案について解説されている

## ドイツ再統一後
ドイツ再統一後は部数が減り2006年には約4万5千部にまで落ち込んだ。現在は東部ドイツの住民の代弁と特定の党ではなく左派全体を見渡し民主的な社会主義を求める事を目標としているが、発行流通の面では今なお左翼党に依存している。